# Allueva
Allueva és un municipi de la Comarca del Jiloca, província de Terol (Aragó).
En el nucli urbà destaca l'església parroquial, dedicada a l'Assumpció i és del segle xviii i que té uns retaules barrocs dels segles XVII i xviii. Prop del poble es troba el naixement del riu Aguasvivas.

## Demografia
Evolució demogràfica d'Allueva des de 1996 a 2006.
| 1857 | ... | 1996 | 1998 | 1999 | 2000 | 2001 | 2002 | 2003 | 2004 | 2005 | 2006 |
| ---- | --- | ---- | ---- | ---- | ---- | ---- | ---- | ---- | ---- | ---- | ---- |
| 141  | ... | 19   | 14   | 13   | 16   | 16   | 15   | 14   | 13   | 11   | 12   |

## Festa local
25 d'agost, Sant Lluís de França.